# Gabriel Gellón
Gabriel Gellón (Buenos Aires, 15 de octubre de 1965) es un biólogo y profesor argentino. Es licenciado en Ciencias Biológicas (UBA). En 1997 obtuvo un máster y doctorado (PhD) de la Universidad Yale (en Nueva Haven, Estados Unidos).
Posee una extensa experiencia docente en los niveles secundario y universitario, y ha participado en diversas actividades y escrito libros de divulgación científica. Ha sido creador y director de varios proyectos educativos relacionados con la ciencia, como el portal de experimentos para niños del Ministerio de Ciencia, el programa de extensión universitaria Ciencia en Marcha para colegios secundarios, y fundador de la ONG Expedición Ciencia, que reúne científicos y educadores alrededor de proyectos innovadores como campamentos educativos. Es también codirector de la Diplomatura en Enseñanza de la Ciencia de la universidad FLACSO y coautor del diseño curricular (biología) de la provincia de Buenos Aires.
El 8 de abril de 2010 fue uno de los 25 oradores del TEDx Buenos Aires realizado en el predio de la Rural, con el espíritu de difundir ideas. Su charla se desarrolló sobre la ONG que él dirige, Expedición Ciencia.

## Autor
Es autor de varios libros de divulgación científica. Entre ellos están El huevo y la gallina y Había una vez un átomo, publicado por la editorial Siglo Veintiuno Editores, y La ciencia en el aula, publicado por Paidós. Todos tienen fines educativos y de divulgación científica.